# 李建軍
李建軍（1955年—），風水師，宣稱有特異功能，2019年2月與妻子杜雯在東森財經新聞台合開《生活你我他》節目。

## 生平
1988年，李建军在深圳大学创办「人體工程學」理论体系。
1990年間，李建軍開始到台灣替人算命看風水。後來有電視節目製作專題，宣稱李建軍有透視的特異功能。李建軍自稱曾替台塑集團的王永慶、國民黨榮譽主席連戰及其家人看風水。不過後來中華民國政府以李建軍違法打工為由，將其驅逐出台灣。
2019年2月，李建軍與妻子杜雯重在東森財經新聞台開設《生活你我他》節目。

## 感情生活
- 杜雯：《金曲龍虎榜》前主持人。1992年，李建軍自稱看《金曲龍虎榜》時對杜雯一見鍾情，之後與杜雯閃電結婚。[3][1]
- 其他：李建軍前女助理Vivi指控李建軍除了妻子外，還與5位女友保持交往，李建軍甚至拍下自己勃起的陰莖照片以及女友的下體照。Vivi又指控李建軍曾與自己有交往，且一度毆打自己並且讓自己去墮胎。李建軍曾承認毆打過Vivi，但是是Vivi勒索錢財在先。[1]

## 外部連結
- 人体工程学李建军教授的新浪微博
- 人体工程学李建军教授的新浪博客
- 人体工程学李建军教授的Facebook專頁
- YouTube上的生活你我他頻道